# Saif-ur Mansour
Saif-ur Mansour  est un homme politique et un chef militaire taliban afghan. En 2002, il est supposé par les Américains être à la tête des dernières unités talibanes rescapées de la campagne de 2001 et il mène les combats dans la vallée de Shah e-Kot. Il trouve alors refuge dans le bastion de Nek Mohammad au Pakistan. Il est nommé en mars 2003 au conseil de direction de l'insurrection des Talibans. Il reçoit un commandement dans les provinces de Paktia, Ghazny, Paktika et Khost.